# 패 (바둑)

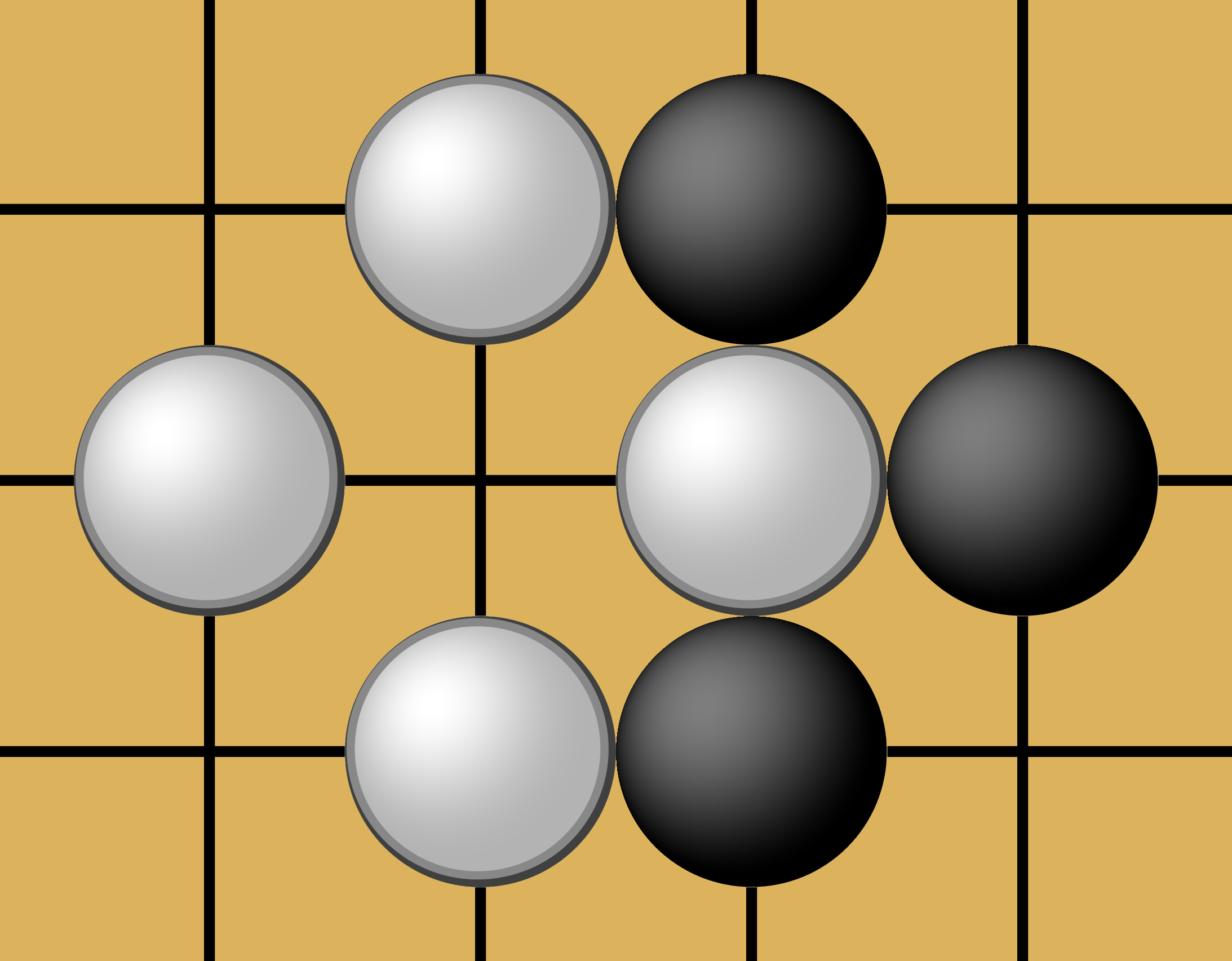
패

바둑에서 패(覇, 영어: Pae, repetitive capture)는 바둑에서, 서로 접해 있는 쌍방의 돌이 1대 1 단수로 맞물려 있는 모양이다. 양쪽 돌이 한 점씩 단수로 몰린 상태로 물려 있어 서로 잡으려는 형태를 뜻한다. 귀의 사활을 포함해 바둑에서 빈번하게 활용되는 매우 중요한 규칙이다.

## 보기
|  |  |  |  |  |
|  |  |  |  |  |
|  |  |  |  |  |
|  |  |  |  |  |
|  |  |  |  |  |

|  |  |  |  |  |
|  |  |  |  |  |
|  |  |  |  |  |
|  |  |  |  |  |
|  |  |  |  |  |

|  |  |  |  |  |
|  |  |  |  |  |
|  |  |  |  |  |
|  |  |  |  |  |
|  |  |  |  |  |

이 상태를 바로 패라고 하는데, 이 수순이 계속 무한반복된다면 바둑의 승패가 영원히 결정되지 않는다. 때문에 상대가 패의 돌을 따내면 자신은 바로 그 돌을 다시 따낼 수 없고, 다른 곳에 한 번 이상 둔 후에야 다시 따낼 수 있도록 규정되어 있다. 이를 패의 법칙 또는 동형반복 금지의 원칙이라 한다.
다만, 패의 법칙은 서로 다른 패끼리는 적용되지 않는다. 상대가 패의 돌을 잡으면 자신은 그 자리에서 바로 되따낼 수는 없지만, 다른 패에 있는 상대의 돌은 바로 되따낼 수 있다.
|  |  |  |  |  |  |  |  |  |
|  |  |  |  |  |  |  |  |  |
|  |  |  |  |  |  |  |  |  |
|  |  |  |  |  |  |  |  |  |
|  |  |  |  |  |  |  |  |  |
|  |  |  |  |  |  |  |  |  |
|  |  |  |  |  |  |  |  |  |
|  |  |  |  |  |  |  |  |  |
|  |  |  |  |  |  |  |  |  |

예를 들어 이 그림은 흑 1로 백 Δ을 따내며 패가 만들어진 모습으로, 백은 다른 곳에 한 수를 더 둬야 백 Δ의 자리에 다시 둬서 흑 1을 되따낼 수 있다. 그러나 흑 Δ의 자리도 패이지만 백 2로 두는 것은 흑 1을 되따내는 것이 아니다. 따라서 동형반복으로 인정되지 않기 때문에 백 2로 두어도 규칙 위반이 아니다.
때문에 패가 3군데 이상 나는 것을 삼패라 부르는데, 그 패에 번갈아가며 되따냄으로써 같은 수순이 무한으로 반복되는 것이 가능하기 때문에 양쪽이 모두 양보하지 않으면 그 판은 무승부로 끝나게 된다. 이를 삼패빅이라고 한다.

## 패가 아닌 형태
|  |  |  |  |  |  |  |  |  |
|  |  |  |  |  |  |  |  |  |
|  |  |  |  |  |  |  |  |  |
|  |  |  |  |  |  |  |  |  |
|  |  |  |  |  |  |  |  |  |
|  |  |  |  |  |  |  |  |  |
|  |  |  |  |  |  |  |  |  |
|  |  |  |  |  |  |  |  |  |
|  |  |  |  |  |  |  |  |  |

이 그림의 위쪽에서 흑 Δ과 백 Δ이 서로 꼬여 있는 것은 얼핏 보면 패를 닮은 것 같이 보이지만, 동형반복이 되는 형태가 아니기 때문에 패가 아니다. 나중에 패가 만들어질 수 있는 모양이기는 하지만 이런 경우 금방 패가 해소되는 경우가 많다. 또, 아래쪽을 보면 백이 1로 둔 후 흑이 2로 따내면 다음에 백이 백 1의 자리에 한 번 더 두어서 되따내도 역시 동형반복이 아니기 때문에 반칙이 아니다.
참고로, 위 그림의 아래쪽 부분처럼 돌을 되따내는 것을 환격이라고 한다.
- 순환패나 장생의 경우는 엄밀히 말하면 패가 아니지만, 무한히 순환하는 형태로 동형반복을 유발하기 때문에 패의 일종으로 본다.

## 패싸움과 패의 해소
|  |  |  |  |  |
|  |  |  |  |  |
|  |  |  |  |  |
|  |  |  |  |  |
|  |  |  |  |  |

이 그림과 같이 패의 돌을 따낸 후 상대가 되따내기 전에 상대방의 돌이 있던 곳에 두면 자연스럽게 패가 사라진다. 이를 가리켜 '패가 해소되었다'고 한다. 당연히 상대의 입장에서 패의 해소를 저지하려면 상대의 약점이 되는 자리를 찾아 그곳에 수를 두어야 한다. 상대가 먼저 패를 해소하지 못하도록 저지하는 것을 ‘패를 쓴다’고 하며, 패를 쓰기 위한 자리를 ‘팻감’이라고 한다. 또한 팻감을 쓰는 과정을 패싸움이라고 한다.

### 만패불청
만패불청(萬覇不聽)은 패가 매우 커서 다른 팻감을 써도 듣지 않는 별무소용의 상황을 뜻하는 말이다.

## 패의 종류
- 꽃놀이패
- 늘어진패
  - 만년패
  - 이단패
- 단패
- 무리패
- 반패
- 본패
- 삼패
- 순환패†
- 양패
- 장생†
- 천지대패

†: 기본적으로는 패가 아닌 형태.